# Festuca niphobia
Festuca niphobia är en gräsart som först beskrevs av St.-yves, och fick sitt nu gällande namn av Michel François-Jacques Kerguélen. Festuca niphobia ingår i släktet svinglar, och familjen gräs. Inga underarter finns listade i Catalogue of Life.